# Howard Fast
Howard Melvin Fast (ur. 11 listopada 1914 w Nowym Jorku, zm. 12 marca 2003 w Greenwich) – amerykański powieściopisarz i publicysta.

## Życie i twórczość
Wychował się i dorastał w ubogiej proletariackiej rodzinie imigrantów europejskich, jako syn Idy Miller i ukraińskiego Żyda Barneya Fasta (właśc. Fastov lub Fastovsky). Pisarzem był również jego młodszy brat Julius.
Fast znany jest przede wszystkim jako autor ok. 50 powieści o problematyce społeczno-politycznej ukazywanej głównie z historycznego punktu widzenia. Pierwszą z nich – Dwie doliny, napisał jako 19-latek. Poddawał w nich krytyce kapitalizm i jego beneficjentów, jak również występował w obronie praw czarnej i tubylczej ludności Stanów Zjednoczonych. Do popularnych jego utworów należały powieści przedstawiające w ujęciu marksistowskim dzieje walki o wyzwolenie narodowe (Obywatel Tom Paine, Droga do wolności) i społeczne (Amerykanin, Sacco i Vanzetti). Protest wobec polityki traktowania Indian zawarł w powieści Ostatnia granica. W 1951 nakładem własnym (z braku wydawcy) opublikował zapoczątkowaną w więzieniu, znaną powieść historyczną Spartakus o powstaniu niewolników w starożytnym Rzymie, spopularyzowaną później w głośnej ekranizacji przez Stanleya Kubricka. Przeniesione na ekran zostały również cztery inne jego powieści (m.in. Jesień Czejenów i Przeprawa).
Do 1957 roku działał w Komunistycznej Partii USA, do której wstąpił w 1943 r.; jako publicysta pracował też dla partyjnego dziennika "Daily Worker". Sygnatariusz apelu sztokholmskiego w 1950 roku. 22 listopada 1950 w Warszawie na II Kongresie Obrońców Pokoju został wybrany w skład Światowej Rady Pokoju. W 1953 roku został laureatem tzw. leninowskiej nagrody pokojowej. Po ujawnieniu prawdy o epoce stalinowskiej całkowicie zerwał z dotychczasową działalnością; swe rozczarowania komunizmem wyraził w utworach autobiograficznych The Naked God (1957) i Being Red (1990).
W późnym okresie twórczości był także autorem sześcioczęściowego cyklu powieści o losach imigranckiej rodziny Lavette (1977-85). Ponadto wydał niewielki cykl powieści sensacyjnych pod pseudonimem E.V. Cunningham; używał również pseudonimu Walter Ericson.

## Twórczość w przekładach polskich
Liczne utwory pisarza ukazały się w tłumaczeniu na polski (podano wraz z datą pierwszego wydania):
- Amerykanin 1948 (The American. A Middle Western Legend, 1946)
- Obywatel Tom Paine 1948 (Citizen Tom Paine, 1943)
- Bitwa pod Valley Forge / Poczęty w wolności 1949 (Conceived in Liberty, 1939)
- Niezwyciężony 1949 (The Unvanquished, 1942)
- Droga do wolności 1949 (Freedom Road, 1944)
- Ostatnia granica 1950 (The Last Frontier, 1941)
- Sprawa Parsonsa 1950 (fragment powieści Amerykanin)
- Clarkton 1950 (Clarkton, 1947)
- Odjazd 1951 (Departure and Other Stories, 1949)
- Zamach na Robesona 1951 (Peekskill USA. A Personal Experience, 1951)
- Dumni i wolni 1952 (The Proud and the Free, 1950)
- Trzydzieści srebrników: sztuka w 3 aktach 1953 (Thirty Pieces of Silver)
- Spartakus 1954 (Spartacus, 1951)
- Tomek i zaczarowana furtka 1954 (Tony and the Wonderful Door, 1952)
- Sacco i Vanzetti 1955 (The Passion of Sacco and Vanzetti. A New England Legend, 1953)
- Silas Timberman 1957 (Silas Timberman, 1954)
- Ostatnia wieczerza i inne opowiadania 1957 (Last Supper and Other Stories, 1955)
- Król jest nagi 1958 (The Naked God. The Writer and the Communist Party, 1957)
- Niezwykła kolacja 1993 (The Dinner Party, 1987)
- Imigranci 1994 (The Immigrants, 1977)
- Drugie pokolenie 1994 (Second Generation, 1978)
- Elita 1995 (The Establishment, 1979)
- Dziedzictwo 1995 (The Legacy, 1981)
- Maks 1998 (Max, 1982)
- Mojżesz 2002 (Moses, Prince of Egypt, 1958)